# Сугаи Куми

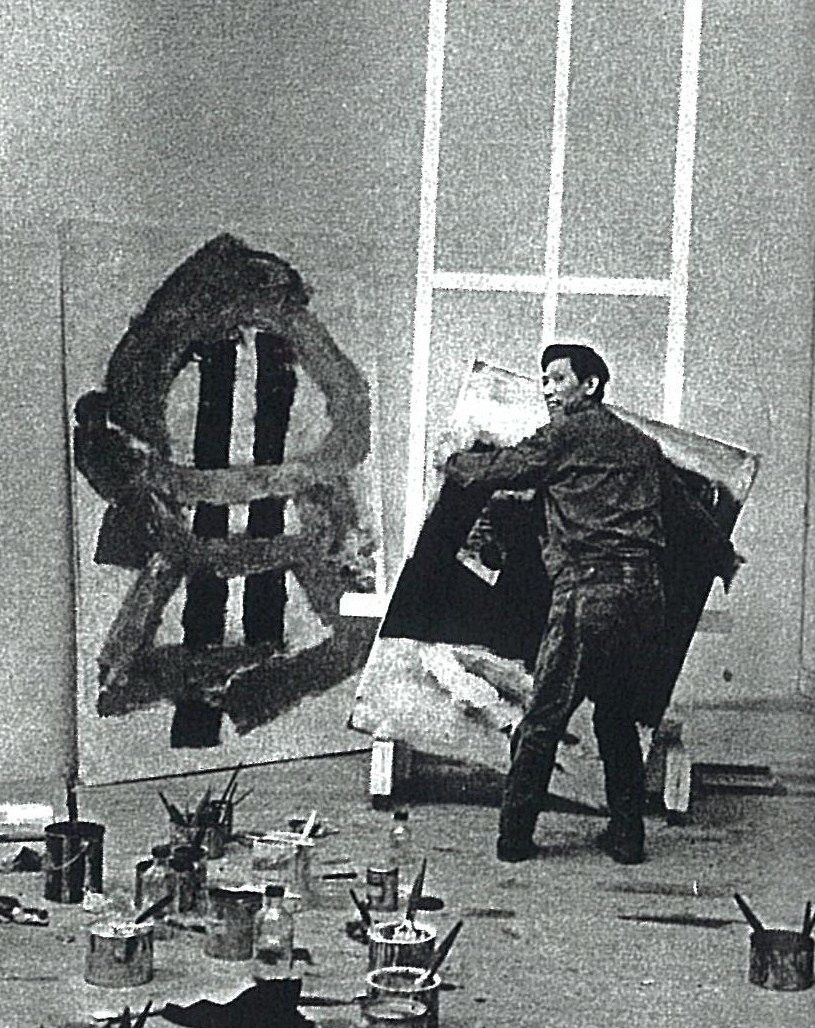
Kumi Sugaï (1962)

Сугаи Куми (яп. 菅井汲; род. 13 марта 1919г. Кобе - ум. 14 мая 1996г. Кобе) - японский художник, график и скульптор.

## Биография
Сугаи Куми - один из крупнейших представителей современного японского искусства и абстрактной живописи после Второй мировой войны. Относится к первым японским художникам, соединившим традиции японского рисунка и западного абстрактного экспрессионизма.
1927 - Сугаи Куми пишет свои первые картины маслом
1933 - учится рисунку в Школе искусств Готэняма, в Осаке
1937 - принят в железнодорожную фирму Хансинкюдэн по специальности художник-дизайнер
1947 - учится Нихонга (японской живописи)
1952 - приезжает во Францию и поступает в парижскую Академию Гранд Шомьер. Завязывается дружба с художниками Табуиси Ясукацу, Номияма Гюдзи и другими
1955 - создаёт свои первые литографии
1956 - выходит в свет Вечный поиск - сборник картин и поэм, созданный совместно с Жаном-Клером Ламбером
1960 - выходит монография Андре Пьейра де Мандьярга о художнике
1966 - удостаивается ежегодной премии министра семьи Гейдзусу Сенсо
1967 - тяжело ранен в автомобильной катастрофе
1969 - временно возвращается в Японию. Выполняет заказ по настенной живописи, полученный от токийского Национального музея современного искусства, затем возвращается во Францию. С этого момента живёт попеременно во Франции и Японии. 
1981 - работает над проектом по собранию картин и поэм совместно с Оокой Макато.
1995 - окончательно возвращается в Японию.

## Персональные выставки (избранные)
- 1954 - галерея Кравей,  Париж
- 1958 - галерея Кройцеваль,  Париж
- 1960 - ретроспектива 1952-60, Городской художественный музей,  Леверкузен
- 1962 - галерея Куц,  Нью-Йорк
- 1964 - ретроспектива 1956-63, Гамбург
- 1969 - Национальный музей современного искусства,  Киото
- 1977 - музей современного искусства Умеда,  Осака
- 1983 - музей Сайбу,  Токио
- 1988 - галерея Брусберг,  Берлин.

## Награды (избранное)
- 1941 - приз газеты Асахи Симбун на выставке «Авиация и искусство»
- 1959 - премия на 3-й биеннале в Любляне
- 1961 - премия на 4-й биеннале в Любляне
- 1965 - I премия для иностранных художников на 8-м биеннале в Сан-Паулу
- 1966 - Большой приз на биеннале в Кракове
- 1972 - Почётная премия 1-го Норвежского биеннале искусств.

- Примеры работ Сугаи Куми